# Galla (Doge)

Italien zur Zeit des Langobardenkönigs Aistulf (749–756) – Korsika war nicht langobardisch

Galla, später auch Galla Lupanio oder Galla Gaulo genannt († um 756), war nach der „Tradition“, wie in Venedig die staatlich gesteuerte Geschichtsschreibung der Republik Venedig umschrieben wurde, der fünfte Doge (die ersten beiden gelten allerdings längst als legendär). Er regierte von 755 bis 756 oder 756 bis 757, doch wurden auch mehr oder minder stark abweichende Datierungen genannt. Mit Gewalt brachte er sich an die Macht, stürzte den zweiten Dogen Diodato Ipato, doch wurde er selbst nach kurzer Zeit gleichfalls gestürzt und geblendet. Sein Geburts- und sein Todesdatum sind nicht bekannt, möglicherweise stammte er aus Iesolo (gemeint ist Equilium). Residenzort der Dogen war in dieser Zeit nicht das heutige historische Zentrum Venedigs, sondern das beim späteren Malamocco gelegene Metamaucum.
Die dürftige Quellenlage lässt es nicht zu, Ursachen und Auslöser für die Usurpation der Macht und den wenig später erfolgten Sturz zu erkennen. Die Deutungen in der Historiographie reichen von Konflikten zwischen Familien innerhalb der Lagune, die Repräsentanten bedeutender Städte am Rand der Lagune waren – das heutige Venedig wurde erst mehr als ein halbes Jahrhundert später zur Hauptstadt –, bis hin zu Einmischungen durch Langobarden und Byzantiner. Damit rückt die anti-byzantinische Politik König Aistulfs und Ratchis’, sowie die Italienpolitik Kaiser Konstantins V. in den Blick. Immerhin hatten die Langobarden 750/751 Ravenna, den Sitz des byzantinischen Exarchen in Italien erobert und bedrohten damit die verbliebenen Gebiete ebenso wie Rom. Um Hilfe suchend wandte sich der Papst an den selbst erst durch Usurpation im Jahr 751 an die Macht gelangten Pippin, den nunmehrigen König der Franken.
In der Verfassungsentwicklung Venedigs, wie sie sich im Rückblick darstellt, ist Galla von erheblicher Bedeutung. Seinen Vorgänger im Amt des Dogen stürzte er selbst, aber auch dessen Vater, der erste Doge Orso Ipato, war bereits gestürzt worden. Das noch sehr junge Amt des Dogen war lange stark umkämpft, was sich zudem darin widerspiegelt, dass wenige Jahre zuvor, nach dem Sturz des ersten nachgewiesenen Dogen, fünf Jahre lang Magistri militum jährlich neu gewählt worden waren. Gallas Nachfolger wiederum wurden zwei Tribunen beigegeben, die wohl eine Art Aufsichtsfunktion innehatten. Damit lassen sich von Anfang an Versuche fassen, die Macht des Dogen zu begrenzen und damit wohl auch, Usurpationen und Binnenkämpfe zu verhindern.

## Name
Galla wird in den spärlichen Quellen, die ihn erwähnen, mit wenig schmeichelhaften Bezeichnungen, wie infedelis (Treuloser) oder vir sceleratissimus (skrupelloser Mann), belegt. Er ist der einzige Doge, dem auch in der späten Republik keiner der sonst üblichen Familiennamen zugeordnet wurde. Als zweitem Namen wurden Galla verschiedene Bezeichnungen angefügt, darunter Lupanio und Gaulo oder Gaulio. Gelegentlich wurde die Familie Barozzi aus Padua auf den Dogen zurückgeführt, was jedoch schon im 18. Jahrhundert widerlegt wurde; den Zusammenhang könnte die gemutmaßte Herkunft der Familie aus Burano oder Torcello nahegelegt haben, also aus der nördlichen Lagune von Venedig.

## Herrschaft
Der kurzzeitig herrschende Galla, der seit den Forschungsarbeiten Roberto Cessis als dritter Doge gilt, war ein Getreuer seines Amtsvorgängers Diodato. Doch nutzte er in einer Phase ungeklärter Machtverhältnisse zwischen den Reichen der Franken und der Langobarden die Gelegenheit, den meist als „rechtmäßig“ beschriebenen Dogen durch Verstümmelung von der Herrschaft auszuschließen, ihn zu vertreiben und sich selbst der Herrschaft in der Lagune von Venedig zu bemächtigen. Deren Hauptort war seit wenig mehr als einem Jahrzehnt Metamaucum. Diese Stadt lag auf den Lidi, den langen Sandbänken, die die Lagune von Venedig von der Adria trennen. In der historischen Literatur wurde sie fälschlicherweise mit dem späteren Malamocco gleichgesetzt.
Galla wurde nach kaum mehr als einem Jahr seinerseits gestürzt, entweder vom Volk, das sich seiner ‚Tyrannei‘ widersetzte, oder von einer Adelsopposition aus Heracleia. Letztere hätte sich gegen die Dominanz eines der konkurrierenden Orte in der Lagune gewandt, deren Hauptsitz noch nicht Rialto war, sondern Metamaucum. Von Heracleia könnte der Sturz Gallas also initiiert worden sein. Aber auch der Kaiser von Byzanz und der letzte König der Langobarden, Desiderius, wurden zu Drahtziehern seines Aufstiegs, bzw. seines Sturzes erklärt. Nach Thomas Madden wurde Galla, wie es bei gestürzten byzantinischen Kaisern gleichfalls üblich war, nach seiner Blendung in ein Kloster verbannt.
Einige Geschichtsschreiber sprachen Galla mangels Wahl oder Akklamation durch die Volksversammlung jedwede Legitimität ab und entzogen ihm sogar den Status eines Dogen. Der Usurpator fand damit in einigen Fällen keinen Eingang in die Dogenlisten, die immer wieder angefertigt wurden, und die noch heute aus 120 „anerkannten“ Dogen besteht.
Diese Auffassung als bloßer Usurpater entspricht dem Urteil der venezianischen Geschichtsschreibung des 13. Jahrhunderts. Dieses späte Urteil wurde jedoch bis vor wenigen Jahren als eines der Zeit um 1000 aufgefasst, denn man glaubte, Johannes Diaconus, der Verfasser der ältesten erzählenden Quelle Venedigs, der Istoria Veneticorum, habe den „vulgus“ kritisiert, allerdings tat er dies nicht wegen seiner Gewalttätigkeit oder wegen des Umsturzes (Liber I, 18). Seine scharfe Kritik richtet sich vielmehr gegen die nach Gallas Sturz vorgesehene Verfassungsänderung. Dem Nachfolger des gestürzten Galla sollten nämlich zwei Tribunen beigegeben werden. Der anonyme Verfasser, der den Dogen an der Spitze des noch rudimentären Machtapparates für die beste Verfassungslösung hielt, stellt in diesem Passus die Ereignisse als eine erneute „novitas“ dar, eine Veränderung, die ihm genauso wenig geeignet schien, wie das fünfjährige Regiment der Magistri militum, das nur wenige Jahre zurücklag und gleichfalls gescheitert war. Der Geschichtsschreiber hält die Verfassungsänderung explizit für einen Ausdruck der „superstitiosa stultitia“ des „vulgus“, der ‚abergläubischen Dummheit‘ des ‚einfachen Volkes‘. Diese harschen Worte über den „vulgus“ stützen die These Șerban Marins aus dem Jahr 2018, dass der Verfasser dieser Urteile zwar die Istoria Veneticorum kopiert habe, dass aber gerade diese Passagen, die die Zeit bis 764 abdecken, von dem anonymen Kopisten der Istoria Veneticorum hinzugefügt worden seien. Dieser Anonymus lebte aber im 13. Jahrhundert, zu einer Zeit also, als die dominierenden Familien das „Volk“ längst entmachtet hatten.

## Rezeption

### 14. Jahrhundert bis gegen Ende der Republik Venedig
Die hier überaus knappe Cronica di Venexia detta di Enrico Dandolo aus dem späten 14. Jahrhundert, die älteste volkssprachliche Chronik Venedigs, stellt die Vorgänge ebenso wie der Doge und Chronist Andrea Dandolo auf einer in dieser Zeit längst geläufigen, weitgehend von Einzelpersonen, vor allem den Dogen beherrschten Ebene dar. Das gilt auch für „Gallan“. Die individuellen Dogen bilden sogar das zeitliche Gerüst für die gesamte Chronik, wie es in Venedig üblich war.
Dieser „Gallan“ kam nach dem Tod seines Vorgängers nach „Mathamauco“ und riss, unterstützt von Vielen, im Jahr „VIIcXLVI“, also im Jahr 746, gewaltsam mit einer „armada“ die Dogenherrschaft an sich. Er regierte „quasi per força et a modo di tirania“. Wegen dieser Gewaltherrschaft und Tyrannei wurde er bald „odiado dal povolo“, also ‚vom Volke gehasst‘. Wie sein Vorgänger wurde er, als er sich nicht verteidigen konnte, vom Volk geblendet („crevadi gli occhi“), „et cum bruto dixenor et vergogna altra confinada“. Zu Sturz, Blendung und Verbannung kam es laut dem Chronisten, nachdem er ein Jahr und sechs Monate geherrscht hatte.

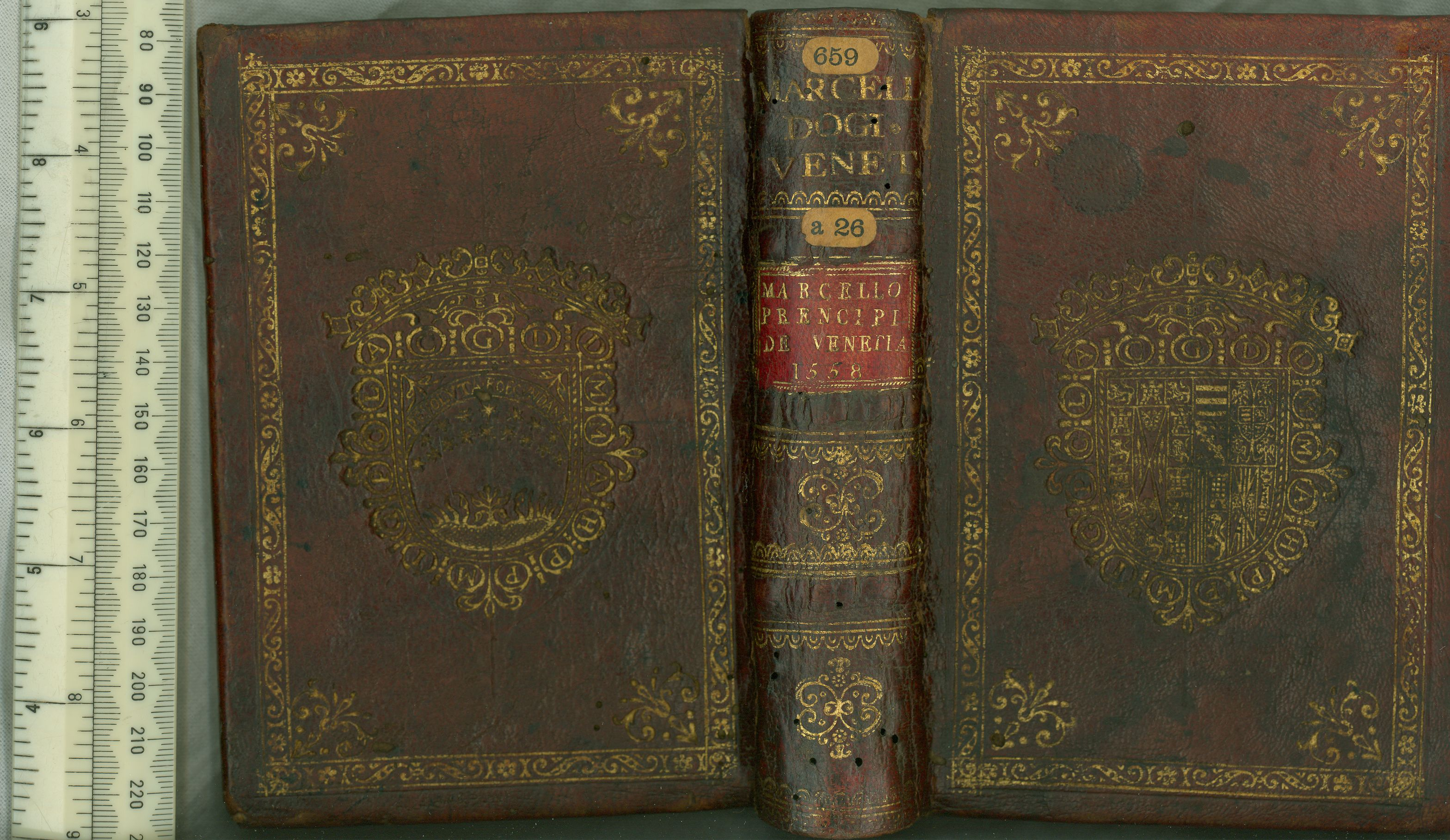
Umschlag einer Ausgabe der Vite de'prencipi di Vinegia des Pietro Marcello

Pietro Marcello meinte 1502 in seinem später ins Volgare unter dem Titel Vite de'prencipi di Vinegia übersetzten Werk, „Galla Doge. V.“ „fu fatto doge“ (‚wurde zum Dogen gemacht‘). Dies sei im Jahr „DCCLV“, also im Jahr 755 geschehen, nicht, wie drei Jahrzehnte später Caroldo schrieb, im Jahr 756, oder die besagte Cronica di Venexia im Jahr 746. Da er die Dogenmacht übel gebraucht habe, die er auf üble Weise erlangt hätte, habe er die Macht auch auf diese Weise verloren („malamente lo perdette“). Bei Marcello jedoch wurden ihm nach kaum mehr als einem Jahr der Herrschaft die Augen ausgerissen, auch dort wurde er „cacciato in esſilio“, ‚in die Verbannung gejagt‘.
Nach der ausführlicheren, aber an dieser Stelle gleichfalls sehr knappen Chronik des Gian Giacomo Caroldo, die er 1532 abschloss, wurde „Diodato“ nach 14-jähriger Herrschaft im Jahr 756 auf Anstiftung von „Galla“ gestürzt und geblendet (S. 49). Dieser kam, nachdem er „tanta sceleratezza d'haver fatto morir Deodato“ begangen habe, nach Malamocco. Er habe ‚den Sitz und den Titel‘ („la sede et il titolo“) des Dogen eingenommen. Doch nach einem Jahr und zwei Monaten erhoben sich nach Caroldo die Venezianer gemeinsam („unitamente“) gegen ihn, ‚nahmen ihm Würde und Augen‘ („lo privorono della dignità et de gl'occhi“), wodurch für die Untat gegen seinen Vorgänger göttliche Gerechtigkeit geübt worden sei. An seiner Stelle wurde „Dominico Menegacio“ Doge.

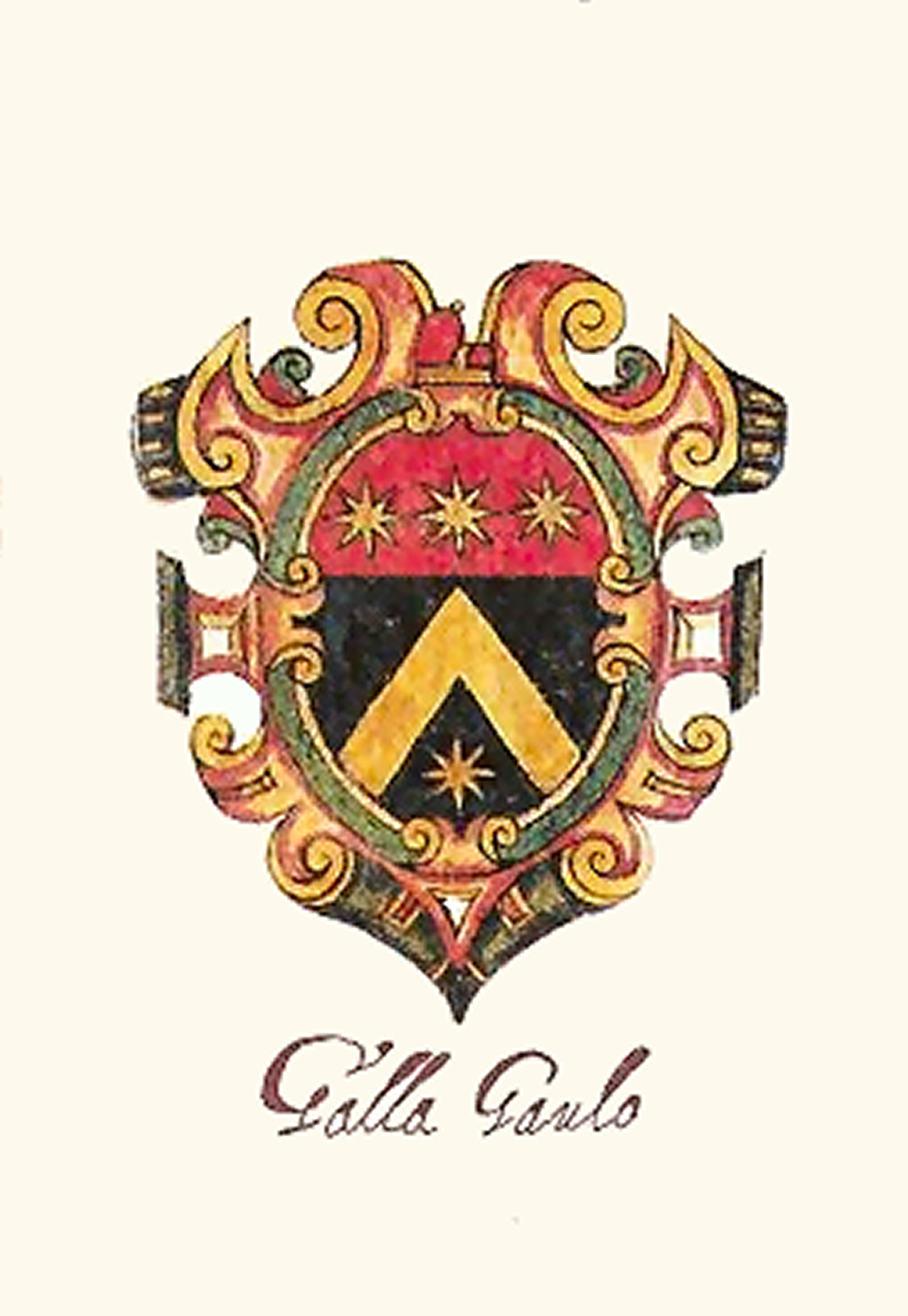
Angebliches Wappen des nach der venezianischen Tradition fünften, nach derzeitigem Kenntnisstand wohl dritten Dogen mit dem Schriftzug „Galla Gaulo“. Bei den Wappen frühmittelalterlicher Dogen handelt es sich um bloße Rückprojektionen von Familienwappen, in diesem Falle aus dem frühen 17. Jahrhundert. Die Heraldik setzte erst im 3. Viertel des 12. Jahrhunderts ein, später wurden rückblickend auch Wappen an die frühen Dogen vergeben, die nie ein Wappen geführt hatten („fanta-araldica“). Galla wurde wohl nur aus Gründen der Vollständigkeit mit einem Wappen versehen, wie alle anderen Dogen auch, denn er galt als Tyrann.

Auch Heinrich Kellner meint in seiner 1574 erschienenen Chronica das ist Warhaffte eigentliche vnd kurtze Beschreibung, aller Hertzogen zu Venedig Leben, Galla sei 755 „der fünffte Hertzog“ geworden. In ähnlicher Wendung wie Marcello glaubt Kellner, Galla sei, „dieweil er sich deß Hertzogthumbs/so ungebürlicher weiß uberkommen hatt/auch gar ubel gebraucht (als der in allem wust und vielen Lastern ersoffen war) verlor ers auch bößlich. Dann da man im auch die Augen außgestochen hat/im anfang deß zweyten jars seines Ampts/ist er verjagt worden.“ Inhaltlich folgt Kellner weitgehend Marcello, doch machte er immerhin die venezianische Deutung der Geschichte der Lagune im deutschsprachigen Raum bekannt.

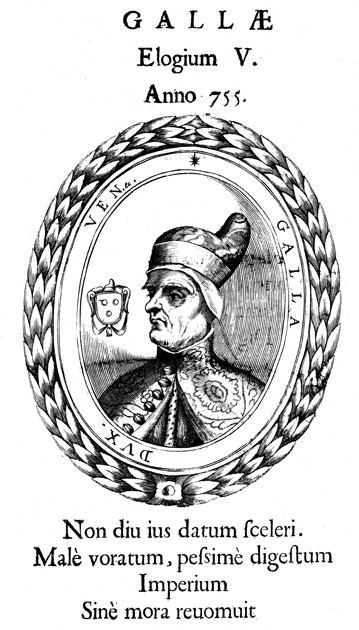
Leone Matina: Phantasieporträt des Dogen in der wohl ersten gedruckten Porträtserie aller bis dahin anerkannten Dogen, dem Ducalis regiae lararium von 1659

In der Übersetzung von Alessandro Maria Vianolis Historia Veneta, die 1686 in Nürnberg unter dem Titel Der Venetianischen Hertzogen Leben / Regierung, und Absterben / Von dem Ersten Paulutio Anafesto an / biss auf den itzt-regierenden Marcum Antonium Justiniani erschien, zählt der Autor gleichfalls „Galla, Der Fünffte Hertzog“. „Dieser Meuchelmörder / welcher nicht einmal würdig ist / daß er den Namen eines Fürsten führen solle/muste / gleich in dem ersten zu End lauffenden Jahre seiner verübten Tyranney / die herb- und bitteren Früchte seines übeln Verdienstes schmäcken und kosten“. Dabei ist der Autor der Auffassung, dass sich Herrscher, die in „schelmisch-betrügerischer Weise“ die „Regierung“ an sich gerissen haben, „gemeiniglich“ durch „Bosheit“ und „Gottlosigkeit“ auszeichnen. Auch bei ihm lud Galla „die Ungestümmigkeit und den gerechten Wuth des Volckes auf sich“, so dass er nicht nur „allein der Würden entsetzet / der Augen beraubet / sondern auch im Anfang deß andern Jahrs gar darauf sein Leben verkürtzet“. Vianoli sah darin „die Straffe der Göttlichen Gerechtigkeit / wegen seiner menschlichen Ungerechtigkeit“. Auch nach ihm folgte bereits 755 „Dominicus Monegareus“ im Amt des Dogen.
1687 setzte Jacob von Sandrart in seinem Opus Kurtze und vermehrte Beschreibung Von Dem Ursprung / Aufnehmen / Gebiete / und Regierung der Weltberühmten Republick Venedig die Herrschaftszeit Gallas in die Jahre 755 bis 756. Wenn er ihn auch, wie Vianoli, als fünften Dogen akzeptierte, so fiel die moralische Verdammung weniger scharf aus. Galla sei vom Volk gewählt worden, „weil sie sich einbildeten dieser würde besser seyn/weil er der vornehmste Rädelsführer wider den vorigen Hertzog gewesen.“ „Allein er suchte seine eigene Hoheit auch zu übermässig / daß das Volck in dem andern Jahr seiner Regierung sich auch wider ihn empörete / ihm die Augen ausstach / und ihn in das Elend stieß.“

### Historisch-kritische Darstellungen
Gänzlich andere Kräfte sieht Johann Friedrich LeBret, im Vorfeld der französischen Revolution, in seiner vierbändigen, ab 1769 publizierten Staatsgeschichte der Republik Venedig am Werk. Für den von Galla angetriebenen Umsturz sieht der Autor einen engen Zusammenhang zu einer „Art eines Thurmes oder eine[r] Burg“, die Gallas Vorgänger bei Brondolo an der Etschmündung hatte bauen lassen. Es „fand sich gleich in Malamocco ein aufrührerischer Mensch, Namens Galla, der sichs einfallen ließ, die Errichtung dieser Festung, als eine Sache vorzustellen, welche dieser Fürst nur zum Staate unternehme, ja, welche wider die Freyheit der Bürger selbst von äußerster Wichtigkeit sey.“ LeBret unterstellt, Diodatos „wahre Absicht“ sei es gewesen, „sich die Wege zur unabhängigen Gewalt zu bahnen, und künftig die Regierung auf seine Nachkommen zu bringen.“ Damit wurde Galla zu einem Kämpfer gegen die Erblichkeit des Dogats. Nach LeBret sollte es noch Jahrhunderte dauern, „bis man dem Volke seinen Götzen, die Freyheit, durch allerley in der Einbildung bestehende Scheingüter gelassen, und sich doch das Geheimniß der Regierung vorbehalten hat.“ Der Autor glaubt, Galla habe sich nach und nach eine Anhängerschaft aufgebaut, und: „Eines Tages, als sich Theodat [i. e. Diodato] nach Brondolo begeben hatte, um die Arbeiter aufzumuntern, fiel Galla mit einem Haufen Verschworener über ihn her, und stach ihm die Augen aus.“ (S. 110). Doch kaum an der Macht, bemächtigte er sich „der herzoglichen Regierung“. „Es scheint“, so LeBret, „daß er entweder ohne die Versammlung des Volkes deswegen zu befragen, oder doch durch andere unerlaubte Mittel die Bestätigung seiner Würde erhalten.“ Danach „ließ er alle Zeichen und Ansprüche eines Tyrannen von sich blicken. Man ward also genöthiget, ihm Schranken zu setzen, damit er die höchste Gewalt nicht zur Unterdrückung des ganzen Staates gebrauchen könnte.“ Auch bei ihm war das Volk „eben so sehr erbittert, als wider seinen Vorgänger. Sie stachen ihm auch wieder die Augen aus, und stießen ihn vom Throne. Er war der vierte Fürst, den dieser unbändige Pöbel seiner Wuth aufopferte.“

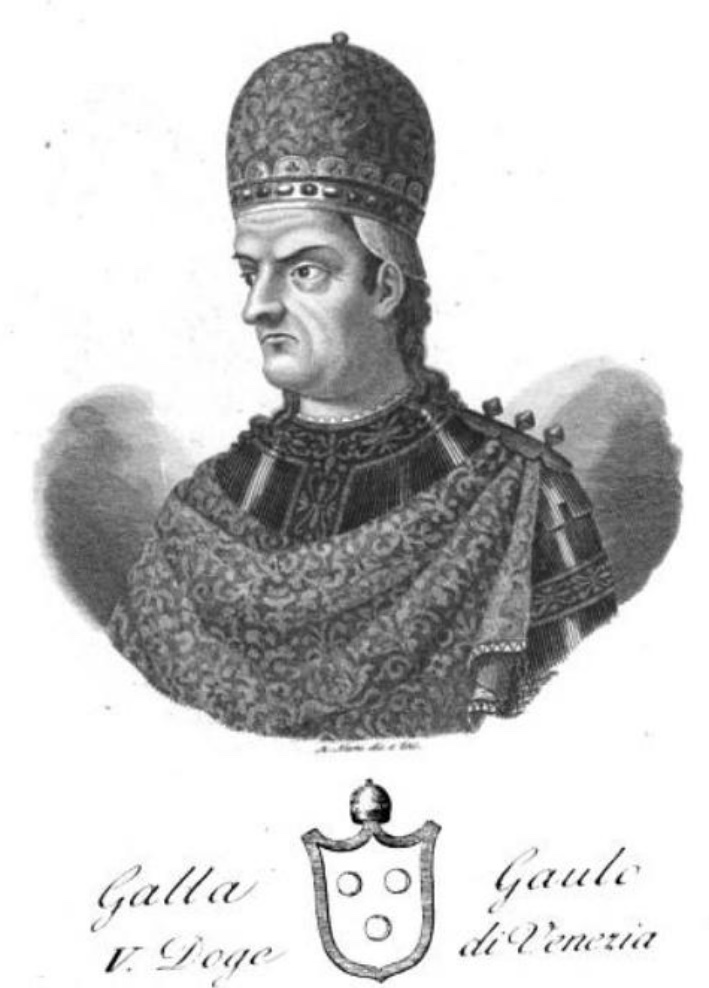
Kupferstich mit einem Phantasieporträt des Dogen, geschaffen von Antonio Nani vor 1834, der es in seiner Serie dei Dogi di Venezia intagliati in rame da Antonio Nani 1835/36 und 1840 erstmals veröffentlichte

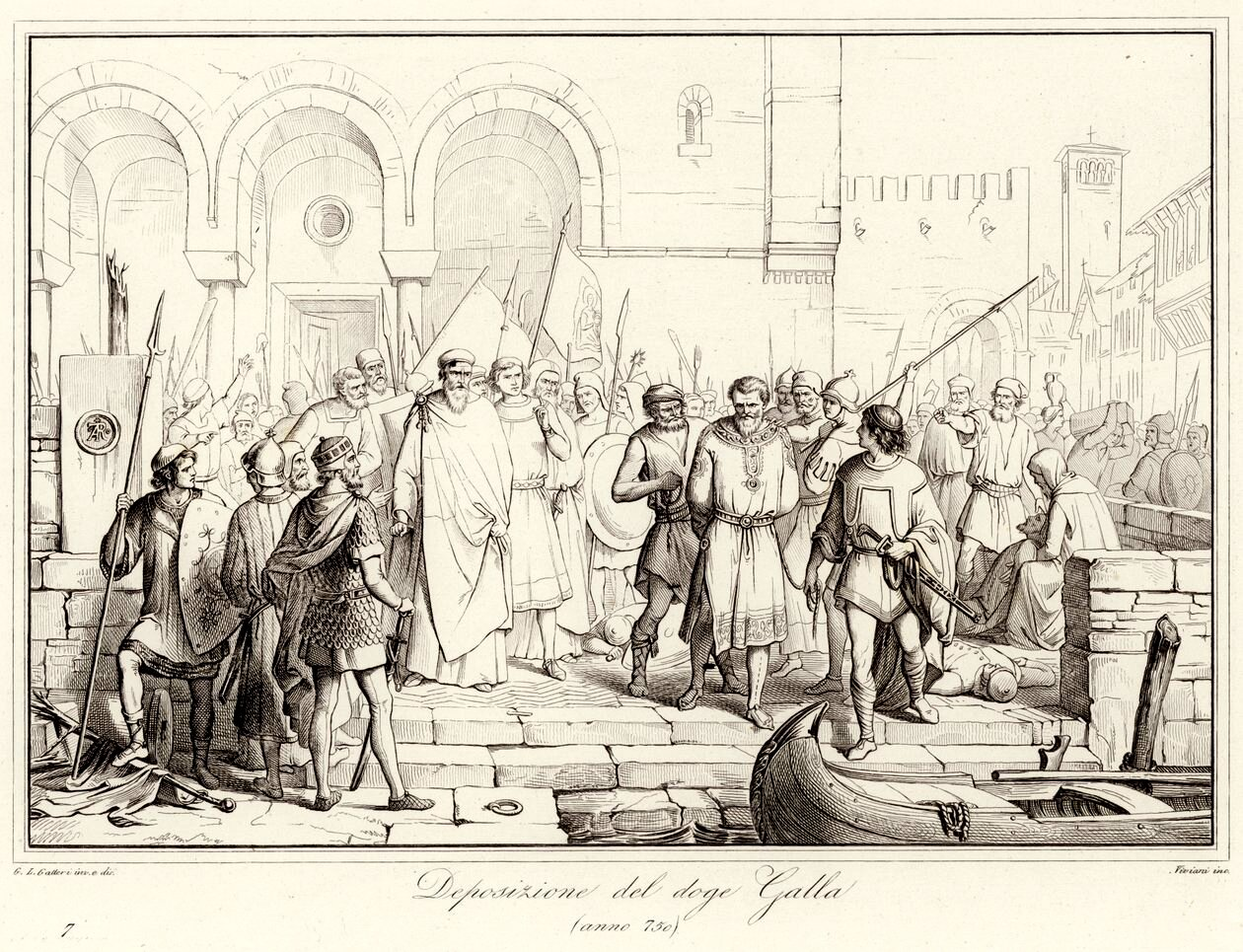
Die Absetzung des Dogen Galla (Storia veneta espressa in centocinquanta tavole inventate e disegnate da Giuseppe Gatteri sulla scorta delle cronache e delle storie e secondo i vari costumi del tempo, incise da Antonio Viviani e dai migliori artisti veneziani ed illustrate da Francesco Zanotto, Giuseppe Grimaldo, Venedig 1863)

In seinem Il Palazzo ducale di Venezia von 1861 behauptet Francesco Zanotto, „Galla Gaulo“ habe ohne Wahl das Dogenamt in Anspruch genommen. Dennoch habe er sich über ein Jahr in seinem „usurpato dominio, costringendo le isole a sottomettersi e tacere“ gehalten (in seiner ‚usurpierten Herrschaft, in der er die Inseln zwang, sich zu unterwerfen und zu schweigen‘). Vielleicht durch eine Erhebung der „nobili“ der Gegenpartei gelang es, Malamocco zu erobern, Galla zu ergreifen und ihn der gleichen Strafe zuzuführen, die er „ottimo su antecessore Teodato“ zugefügt hatte. Für Zanotto hing die Legitimität eines Dogen dieser Zeit an der Wahl durch die Volksversammlung. Einig war man sich inzwischen immerhin über die Regierungszeit Gallas von 755 bis 756.
Samuele Romanin räumte Galla 1853 kaum fünf Zeilen in seinem zehnbändigen Opus  Storia documentata di Venezia ein. Auch für ihn war „Galla Gaulo“ ein Usurpator, den nach über einem Jahr das Volk genauso behandelte, wie er mit seinem Vorgänger umgesprungen war. Allerdings glaubt er, „alfine il popolo riscosso, l'assediò in Malamocco“, das Volk habe ihn in Malamocco belagert.
August Friedrich Gfrörer († 1861) sieht in seiner erst elf Jahre nach seinem Tod erschienenen Geschichte Venedigs von seiner Gründung bis zum Jahre 1084 in Gallas Griff nach der Macht eine von Byzanz unterstützte Aktion, denn nach ihm ist der „Zusammenhang handgreiflich“. Demnach hatte nämlich der Sturz Gallas andere Hintergründe. Im Langobardenreich kam mit Desiderius ein König auf den Thron, der, so Gfrörer, laut Andrea Dandolo zuvor „Herzog in Lombardisch-Istrien gewesen“, was sehr enge Kontakte zu Venedig bedingt habe. Weil nämlich der 764 gestürzte Domenico Monegario, der Nachfolger Gallas, ein „Todfeind des Basileus“, des byzantinischen Kaisers war, musste Galla, der Feind seiner Familie und seiner Dynastiebildung, der „griechischgesinnten Partei“ angehören, die der Autor immer wieder am Werke sieht. Um Unterstützer für Galla zu finden, so glaubt Gfrörer zudem, habe der byzantinische Kaiser die Macht des Bistums Grado ausgeweitet, indem ein neues Bistum in Capodistria (Justinopolis) gegründet wurde, dessen erster Bischof Johann dem Patriarchen Gehorsam schwor (S. 67 f.).
Heinrich Kretschmayr glaubte Galla mit einem Egilius Gaulus identifizieren zu können, einem Adligen aus Iesolo, das in generationenlangem Kampf mit Malamocco stand (S. 480). Der Usurpator wurde nach ihm durch den „einstimmigen Unwillen des Volkes“ binnen Jahresfrist gestürzt. Dies würde wiederum den lokalen Konflikten zwischen den Inseln den Vorrang vor Ansätzen verleihen, die der politischen Großwetterlage die überwiegende Zahl der Ereignisse zuordnen, wie dies Autoren wie Gfrörer meist taten.
John Julius Norwich nennt 1983 noch nicht einmal mehr Gallas Namen, sondern führt ihn nur als eines der Beispiele für die Reihe der venezianischen Dogenmorde auf.